# Аркатово
Арка́тово (рос. Аркатово) — присілок у складі Грязовецького району Вологодської області, Росія. Входить до складу Ростиловського сільського поселення.

## Населення
Населення — 4 особи (2010; 10 у 2002).
Національний склад (станом на 2002 рік):
- росіяни — 100 %